# موتوکی ایماگاوا
موتوکی ایماگاوا (انگلیسی: Motoki Imagawa؛ زادهٔ ۱۷ مهٔ ۱۹۸۰) بازیکن فوتبال اهل ژاپن است.